# Lajos Koltai
Lajos Koltai (ur. 2 kwietnia 1946 w Budapeszcie) – węgierski operator i reżyser filmowy. Znany z wieloletniej współpracy z reżyserami Istvánem Szabó i Giuseppe Tornatore. Nominowany do Oscara za najlepsze zdjęcia za film Malena (2000).
Wyreżyserował dwa filmy fabularne: Los utracony (2005) na podstawie powieści Imre Kertésza oraz Wieczór (2007) z gwiazdorską obsadą (m.in. Vanessa Redgrave, Meryl Streep, Toni Collette, Claire Danes, Glenn Close).